# Cyclopsinellinae
Cyclopsinellinae es una subfamilia de foraminíferos bentónicos de la familia Cyclolinidae, de la superfamilia Cyclolinoidea, del suborden Cyclolinina y del orden Loftusiida. Su rango cronoestratigráfico abarca desde el Cenomaniense hasta el Santoniense (Cretácico superior).

## Discusión
Clasificaciones previas incluían Cyclopsinellinae en el suborden Textulariina y del orden Textulariida.

## Clasificación
Cyclopsinellinae incluye al siguiente género:
- Cyclopsinella †
- Mangashtia †

Otros géneros considerados en Cyclopsinellinae son:
- Cyclopsina †, sustituido por Cyclopsinella